# Duke's Mayo Bowl 2022
Match précédent Match suivant
Le Duke's Mayo Bowl 2022 est un match de football américain de niveau universitaire joué après la saison régulière de 2022, le 30 décembre 2022 au Bank of America Stadium situé à Charlotte dans l'État de Caroline du Nord aux États-Unis.
Il s'agit de la 21e édition du Duke's Mayo Bowl.
Le match met en présence l'équipe des Terrapins du Maryland issue de la Big Ten Conference et l'équipe du Wolfpack de North Carolina State issue de la Atlantic Coast Conference.
Il débute vers midi locales (18 heures en France) et est retransmis à la télévision par ESPN.
Sponsorisé par la société Duke's Mayonnaise (en), le match est officiellement dénommé le 2022 Duke's Mayo Bowl.
Maryland remporte le match sur le score de 16 à 12. 

## Présentation du match
Il s'agit de la 71e rencontre entre les deux équipes, lesquelles étaient toutes deux membres de l'ACC entre 1953 et 2014. North Carolina State et Maryland ont remporté 33 matchs pour 4 nuls.
| Équipes                                                                                             | Couleurs | Conférences | Entraîneurs                    | Stats. saison rég. | Classements avant le bowl | Classements avant le bowl | Classements avant le bowl |
| --------------------------------------------------------------------------------------------------- | -------- | ----------- | ------------------------------ | ------------------ | ------------------------- | ------------------------- | ------------------------- |
| Équipes                                                                                             | Couleurs | Conférences | Entraîneurs                    | Stats. saison rég. | CFP                       | AP                        | Coaches                   |
| Terrapins du Maryland                                                                               |          | B10         | Mike Locksley (en) (4e saison) | 7 - 5              | NC                        | NC                        | NC                        |
| Wolfpack de North Carolina State                                                                    |          | ACC         | Dave Doeren (en) (10e saison)  | 8 - 4              | no 23                     | no 25                     | NC                        |
| - Arbitre : Mike McCabe (Pac-12) - Équipe donnée favorite par les bookmakers : Maryland par 1 point |          |             |                                |                    |                           |                           |                           |

### Terrapins du Maryland
Avec un bilan global en saison régulière de 7 victoires et 5 défaites (4-5 en matchs de conférence), Maryland est éligible et accepte l'invitation pour participer au Duke's Mayo Bowl 2022.
Ils terminent 4e de la Division East de la Big Ten Conference derrière #2 Michigan, #4 Ohio State et #11 Penn State.
À l'issue de la saison 2022 (bowl non compris), ils n'apparaissent pas dans les classements CFP, AP et Coaches.
Les Terrapins spnt privés de quatre joueurs important ayant choisi de faire l'impasse sur le bowl pour se présenter à la draft, les trois wide receiver Rakim Jarrett, Jacob Copeland et Dontay Demus Jr. ainsi que du defensive back Deonte Banks.
Il s'agit de leur première participation au Duke's Mayo Bowl et le 29e bowl de leur histoire.
| Logo     | Postes                                               | Joueurs                                              | Statistiques                                                      |
| -------- | ---------------------------------------------------- | ---------------------------------------------------- | ----------------------------------------------------------------- |
|          | Quarterback                                          | Taulia Tagovailoa                                    | 243/354 passes réussies pour 2 787 yards, 17 TDs, 6 interceptions |
| Coureur  | Roman Hemby                                          | 164 courses pour 924 yards nets gagnés et 11 TDs     |                                                                   |
| Receveur | Jeshaun Jones                                        | 40 réceptions pour 478 yards et 4 TDs                |                                                                   |
| Effectif | Listing et statistiques du roster 2022 des Terrapins | Listing et statistiques du roster 2022 des Terrapins |                                                                   |

### Wolfpack de North Carolina State
Avec un bilan global en saison régulière de 8 victoires et 4 défaites (4-4 en matchs de conférence), North Carolina State est éligible et accepte l'invitation pour participer au  Duke's Mayo Bowl 2022.
Ils terminent 3e de la Division Atlantic de l'Atlantic Coast Conference derrière #7 Clemson et #13 Florida State.
À l'issue de la saison 2022 (bowl non compris), ils sont désignés no 23 au classement CFP, no 25 au classement AP mais sont non classé dans celui de Coaches.
Le Wolfpack est privé de son quarterback titulaire Devin Leary qui s'étant inscrit sur le portail des transferts de la NCAA ne peut jouer.
Il s'agit de leur 4e participation au Duke's Mayo Bowl et le 35e bowl de leur histoire :
| Saisons | Dates            | Vainqueurs        | Scores  | Finalistes    | Bilan     |
| ------- | ---------------- | ----------------- | ------- | ------------- | --------- |
| 2005    | 31 décembre 2005 | NC State          | 14 - 0  | South Florida | V : 1 - 0 |
| 2011    | 27 décembre 2011 | NC State          | 31 - 24 | Louisville    | V : 2 - 0 |
| 2015    | 30 décembre 2015 | Mississippi State | 51 - 28 | NC State      | D : 2 - 1 |

| Logo     | Postes                                             | Joueurs                                            | Statistiques                                                      |
| -------- | -------------------------------------------------- | -------------------------------------------------- | ----------------------------------------------------------------- |
|          | Quarterback                                        | Devin Leary                                        | 118/193 passes réussies pour 1 265 yards, 11 TDs, 4 interceptions |
| Coureur  | Jordan Houston                                     | 127 courses pour 530 yards nets gagnés et 1 TD     |                                                                   |
| Receveur | Thayer Thomas                                      | 53 réceptions pour 588 yards et 4 TDs              |                                                                   |
| Effectif | Listing et statistiques du roster 2022 du Wolfpack | Listing et statistiques du roster 2022 du Wolfpack |                                                                   |